# Древние пришельцы (телесериал)
«Дре́вние прише́льцы» (англ. Ancient Aliens) — американский документальный телесериал компании Prometheus Entertainment, снятый для канала History Channel. Премьера пилотной серии состоялась 8 марта 2009 года. В телесериале на протяжении 7 сезонов рассказывается о различных аспектах теории палеоконтакта и высказываются предположения, что исторические тексты, археологические свидетельства и легенды народов мира содержат доказательства контактов человека с внеземными цивилизациями в прошлом.
Исполнительный продюсер телесериала — Кевин Бёрнс. Консультантом сериала, а также одним из активных его участников является известный писатель и автор книг по теории палеоконтакта Джорджио Цукалос. Также в эпизодах сериала появляются другие известные исследователи теории палеоконтакта и уфологи: Эрих фон Дэникен, Ковингтон Скотт Литтлтон, Дэвид Уилкок и другие.
На настоящее время (2024 год) снято 20 сезонов. Премьера второго сезона на канале H2 состоялась 28 октября 2010 года, третьего — 28 июля 2011 года, четвёртого — 17 февраля 2012, пятого — 25 января 2013 года, шестого — 29 ноября 2013 года и седьмого — 31 октября 2014 года.
В России данный телесериал можно смотреть на телеканале HISTORY по воскресениям в 22:00.

## Реакция
В конце октября 2010 года телесериал посмотрели 1,676 млн зрителей, в середине декабря — 2,034 млн. (эпизод «Необъяснимые строения») и в конце января 2011 — 1,309 млн зрителей.
Некоторые критики характеризуют сериал «притянутым за уши», «очень спекулятивным» и «… основанном на дикой теории, предполагающей, что астронавты свободно бродили по Земле в древние времена». Многие идеи, представленные в сериале, отвергаются наукой и рассматриваются в качестве лженаучные и псевдоисторические. Историк Рональд Фритц отмечает, что псевдонаучные идеи, высказываемые в эпизодах «Древних пришельцев» и книгах Эриха фон Дэникена пользуются периодической популярностью в Америке: «В поп-культуре с короткой памятью и ненасытным аппетитом, пришельцы, пирамиды и погибшие цивилизации периодически повторяются, как мода».
Мультсериал «Южный парк» пародирует «Древних пришельцев» в эпизоде под названием «A History Channel Thanksgiving».

## Эпизоды
| Сезон | Сезон | Эпизоды | Оригинальная дата показа | Оригинальная дата показа |
| Сезон | Сезон | Эпизоды | Премьера сезона          | Финал сезона             |
| ----- | ----- | ------- | ------------------------ | ------------------------ |
|       | Пилот | 1       | 8 марта 2009             | 8 марта 2009             |
|       | 1     | 5       | 20 апреля 2010           | 25 мая 2010              |
|       | 2     | 10      | 28 октября 2010          | 30 декабря 2010          |
|       | 3     | 16      | 28 июля 2011             | 23 ноября 2011           |
|       | 4     | 10      | 17 февраля 2012          | 4 мая 2012               |
|       | 5     | 12      | 21 декабря 2012          | 19 апреля 2013           |
|       | 6     | 11      | 30 сентября 2013         | 13 декабря 2013          |
|       | 7     | 8       | 24 января 2014           | 14 марта 2014            |
|       | 8     | 9       | 13 июня 2014             | 22 августа 2014          |
|       | 9     | 12      | 31 октября 2014          | 1 мая 2015               |
|       | 10    | 10      | 24 июля 2015             | 9 октября 2015           |
|       | 11    | 15      | 6 мая 2016               | 2 сентября 2016          |
|       | 12    | 16      | 28 апреля 2017           | 15 сентября 2017         |
|       | 13    | 15      | 28 апреля 2018           | 7 января 2019            |
|       | 14    | 22      | 31 мая 2019              | 29 ноября 2019           |
|       | 15    | 12      | 24 января 2020           | 18 апреля 2020           |
|       | 16    | 10      | 13 ноября 2020           | 12 марта 2021            |
|       | 17    | 7       | 6 августа 2021           | 8 октября 2021           |
|       | 18    | 20      | 7 января 2022            | 16 сентября 2022         |
|       | 19    | 10      | 6 января 2023            | 17 марта 2023            |